# Grabhügel Zarrenthin
Der Grabhügel Zarrenthin war ein Hügelgrab bei Zarrenthin in der Gemeinde Bentzin im Landkreis Vorpommern-Greifswald. Er befand sich bis zur Ausgrabung 2005 auf dem Gelände des Zarrenthiner Kiestagebaus. In Aufbau und Komplexität sind die bei der archäologischen Grabung erfassten Befunde für Mecklenburg-Vorpommern einzigartig. Der rekonstruierte Nachbau befindet sich seit 2006 am Eingang zur Badeanstalt am Zarrenthiner Kiessee.

## Ausgrabung
Das Hügelgrab wurde seit 1976 in den Akten des Landesamtes für Bodendenkmalpflege als Grabhügel Zarrenthin, Fpl. 1 geführt. 1997 wurde eine starke Überprägung des Bodendenkmals durch Lesesteine von den benachbarten Äckern festgestellt. Außerdem wies der Hügel Spuren von früheren Grabungen auf. Eine großflächige Prospektion des Umfelds wurde in den Jahren 2001 und 2002 durchgeführt. Die dabei durchgeführten Sondierungsgrabungen ergaben, mit Ausnahme einiger Feuerstellen, keine Hinweise auf weitere Bodendenkmale in der näheren Umgebung des Hügelgrabs.
Der nördlich des Zarrenthiner Kiessees gelegene Grabhügel behinderte die seit den 1990er Jahren intensivierte Nutzung des örtlichen Kiesvorkommens. Wegen des schlechten Erhaltungszustands des Objektes und der nicht mehr authentischen Umgebung wurde 2005 die vollständige Ausgrabung beschlossen. Die Grabung wurde von April bis Juli desselben Jahres durchgeführt. Die rund 6000 Steine der Anlage wurden dabei vollständig abgetragen und deponiert.
Im November 2006 wurde die Rekonstruktion der Anlage am Eingang zur Badeanstalt östlich des Zarenthiner Kiessees eingeweiht. Zum einen ist das Innere der Anlage dargestellt, zum anderen der aufgeschüttete und mit Steinen abgedeckte Hügel.

## Anlage
Der Grabhügel war ursprünglich etwa 1,5 Meter hoch und hatte einen Durchmesser von 17,5 Meter. Die megalithische Grabanlage in seinem Inneren wurde in der späten Jungsteinzeit (Endneolithikum) angelegt. Die Erbauer gehörten der Einzelgrabkultur an. Vier Nachbestattungen erfolgten in der Bronzezeit.

### Hauptbestattung
In der Sohle des Hügels befand sich eine Nord-Süd-ausgerichtete Steinkiste von 2 mal 1 Meter, um die herum ein Steintrapez gesetzt wurde, wobei sich die Steinkiste im östlichen Drittel des Trapezes befand. Der rund 1,2 Meter lange und 0,7 Meter breite Deckstein aus Kalkstein wurde bei der Ausgrabung in die Kammer gestürzt vorgefunden. Kalksteinobjekte dieser Größe sind in der Fundregion äußerst selten. Die Oberseite enthält mehrere eingepickte Schälchen. Der Deckstein ruhte auf vier unterschiedlich großen Trägersteinen von annähernd rechteckiger Form. Flache Steinplatten bildeten den Boden der Steinkiste.
In der Kiste wurde ein vollständiges, weitgehend erhaltenes menschliches Skelett in Hockerbestattung vorgefunden. Dieses wurde mittels Radiokarbonmethode (C14-Datierung) auf etwa 2460 v. Chr. datiert. Anhand der anthropologischen Merkmale wurde es als ein Mann mit einem Alter von mehr als vierzig Jahren bestimmt. Oberhalb des Schädels wurde in der Nähe der südlichen Wandplatte ein trapezförmiger Dolch aus Feuerstein gefunden, der in der Mitte zerbrochen war. Dieser wurde in die sogenannte Dolchzeit datiert und war wahrscheinlich eine Grabbeigabe zur Hockerbestattung.
Der Schädel eines zweiten Individuums wurde am nordwestlichen Ende der Steinkiste gefunden. Die Datierung mit der Radiokarbonmethode ergab Alterswerte um 2800 v. Chr. Erhöhte δ13C-Werte gelten als Hinweis auf Fisch als Hauptnahrungsmittel. Die über 40 Jahre alte Person litt an Karies.
Das die Steinkiste umgebende, mit seiner Längsachse Ost-West-ausgerichtete Steintrapez war 11,5 Meter lang. Die Breite betrug im Westen 2,5 Meter und im Osten 5,5 Meter. In der südöstlichen Ecke des Trapezes wurde eine 35 Zentimeter tiefe Grube entdeckt, auf deren Sohle sich eine 5 Zentimeter lange Pfeilspitze aus Feuerstein mit gezähnten Langseiten befand. Diese wird als externe Grabbeigabe gedeutet. Eine rechteckige, von Feldsteinen eingefasste Kalksteinplatte deckte die Grube ab.

### Steinkranz
Das Trapez wurde von einem Außensteinkranz mit annähernd vollkommenem Kreisbogen und einer Höhe zwischen 0,4 und 0,6 Meter umgeben. Dieser Kranz besteht zum Teil aus großen, nebeneinander gesetzten Findlingen, zum Teil aus Abschnitten in Trockenmauertechnik. Lücken von rund 0,7 Meter Länge unterbrachen den Kranz im südöstlichen und nordwestlichen Sektor. Sie werden als symbolische Grabzugänge gedeutet. Jeweils ein großer Findling (Wächterstein) war einer lückenartigen, etwa einen Meter breiten Vertiefung westlich der Schmalseite des Trapezes und einer weiteren nördlich der Verlängerung des Decksteins vorgelagert. Sie betonten die Ausrichtung der Anlage nach den Himmelsrichtungen.
Am südöstlichen Hügelfuß befand sich rund zwei Meter außerhalb des Steinkranzes ein ovale Steinsetzung von einem Meter Länge und 0,8 Meter Breite aus faustgroßen Feldsteinen. Die darauf vorgefundenen, dicht beieinandergelegenen Keramikscherben und Tierknochen werden als Überreste eines Speiseopfers gedeutet. Die Scherben lassen keine exakte Datierung zu.

### Hügelabdeckung
Die Steinkiste und das Steintrapez waren durch eine Hügelschüttung vollständig bedeckt, die durch den Außensteinkranz begrenzt und durch eine Steinabdeckung gesichert wurde. Diese Steinpackung bestand aus Feldsteinen von rund 30 Zentimeter Länge und wurde durch eine weitere gelbliche Schicht überdeckt. Eine Rollsteinlage deckte den gesamten Hügel einschließlich des Außensteinkranzes ab und bildete so den Abschluss der oberen Verfüllungsschicht.
Wegen der beiden Hauptverfüllungsschichten werden zwei Hauptbauphasen vermutet. In der ersten Phase wären demnach die Grabbauten errichtet und in der zweiten Phase der Erdhügel aufgeschüttet worden.
Auf der Hügelsteinpackung befanden sich mehrere kleinere Steinsetzungen, unter anderem zwei ovalen Steinlagen von 2,2 Meter bzw. 1,8 Meter Länge auf mittlerer Höhe auf der südlichen Hügelseite. Diese standen wahrscheinlich in Zusammenhang mit Totenkult oder Ahnenverehrung. Die nur in Bruchstücken erhaltene Urne und der fehlende Deckstein deuten auf eine Grabberaubung in jüngerer Zeit hin. Neben den Keramik- und Leichenbrandresten wurde ein auf die jüngere Bronzezeit datiertes Miniaturgefäß vorgefunden.
Im Bereich der Hügelkuppe war die Steinpackung gestört, was zum Teil auf Baurodungen zurückzuführen ist. Außerdem wurden zwei neuzeitliche Erdeingriffe festgestellt. In der Hügelmitte befand sich der Rest eines wahrscheinlich im 19. Jahrhundert angelegten Raubgrabungsschachtes mit 2,5 Meter Durchmesser und mindestens 1,3 Meter Tiefe. Da sich die Hauptbestattung nicht im Zentrum der Anlage befand, blieb der Eingriff erfolglos. Im oberen Drittel der Verfüllung wurde eine Lage scharfkantiger Steinsplitter vorgefunden, bei denen es sich wahrscheinlich um bei der Steinschlägerei produzierte Abfälle handelt. Beim zweiten Eingriff handelte es sich um eine Müllentsorgung, die zwischen 1960 und 1970 erfolgt war.

### Nachbestattungen
Bei den Ausgrabungen wurden vier Nachbestattungen festgestellt. Bei der ersten handelte es sich um ein Steinkiste mit den Abmessungen 1,12 × 0,95 × 0,3 Meter. Die zweite Nachbestattung war ein Urnengrab, für das im unteren Drittel des Hügels ein Feldstein aus der Hügelsteinpackung entfernt worden war. Die zur Hälfte erhaltene Urne war ein bauchiges Kegelhalsgefäß mit geglätteter Außenseite und hatte wahrscheinlich ursprünglich zwei Ösenhenkel am Halsansatz. Sie enthielt unter anderem mehrere Bronzefragmente. Der Durchmesser eines Paars bronzener Armringe lässt ein Kindergrab vermuten. Von der dritten Nachbestattung waren nur Fragmente der Steinkiste erhalten und eine einzelne bronzezeitliche Scherbe, wahrscheinlich der Rest der Urne.
Für die vierte Nachbestattung im Südosten des Grabhügels war der Steinkranz geöffnet worden. Beigaben oder Knochenreste waren nicht erhalten, nur eine dunkelbraune bis schwarze humose Verfärbung. Die Abmessungen von 2,1 × 0,8 Metern deuten auf eine Körperbestattung in einem Baumsarg während der älteren Bronzezeit hin. Beim Wiederverschließen wurde die ursprüngliche Setzung der Findlinge nicht beachtet, weshalb die Lücken mit kleineren Feldsteinen verfüllt worden sind.

### Feuerstellen
Auf dem Hügel wurden drei Feuerstellen gefunden, eine weitere zwei Meter westlich des Außenkranzes. Holzkohleproben konnten auf die zweite Hälfte des 6. Jahrhunderts, die Völkerwanderungszeit, datiert werden. Für eine Nutzung als Herdfeuer oder Ähnliches ergaben sich keine Anhaltspunkte, daher ist eine kultische Funktion anzunehmen.